# Savate
Savate er en fransk kampsport, der fremkom i begyndelsen af 1800-tallet. Det har rødder i Chausson, en øvelsesform udviklet af den franske flåde omkring revolutionen. Her var det markeringer, som talte, men typisk var knive også med i "kampen".
La Savate blev underverdenens kampform. Omkring 1820'erne blev det i højere grad en moderne måde at afgøre uoverensstemmelser på. Samtidig blev det sammen med spadserestokken et system til selvforsvar.
Savate kaldes også La Boxe Française eller fransk boksning.

## Historie
Savate blev som system udviklet i Frankrig omkring 1820erne, men teknikkerne har rødder tilbage til 1400-tallet.

## Teknikker
Teknikker i Savate adskiller sig ved at blive anvendt med sko. Det vil sige, at spark med fodballen er det foretrukne.

## Berømte udøvere
Farid Khider, Johnny Catherine, Tony Ancelin, Cyrielle Girodias, Richard Sylla, Andrè Panza, Kamel Chouaref, Sébastien Farina, Bertrand Soncourt, Amri Madani, Christophe Landais, Enoch Effah, Arnaud de Pape, Johnny Catherine, Jacques Dobaria, Kader Kessaghli, Derenik Sargsyan, Fathi Mira, Jérôme Huon, Tony Ancelin, Ismaila Sarr, Djibrine Fall-Télémaque Cyrielle Girodias, François Pennacchio, Paolo Biotti, Julie Burton, Slimane Sissoko, Max Greco, Julie Lazard, Mike et Sullivan Lambret, Richard et Romain Carbone, Tony Ancelin, Alexandre Dumas, Gioachino Rossini, Lord Byron